# Louis-Philippe Loncke
Louis-Philippe Loncke (Mouscron, 3 marzo 1977) è un avventuriero, esploratore e oratore motivazionale belga.
Nel 2008 ha compiuto per la prima volta al mondo la traversata a piedi del deserto di Simpson (Australia) da nord a sud, passando attraverso il suo centro geografico. Nel 2018 ha attraversato la Tasmania in inverno senza rifornimenti, impresa che gli è valsa dai locali il soprannome di Mad Belgian.

## Biografia
Loncke è nato a Mouscron, in Belgio, da una famiglia di mobilieri. Ha studiato ingegneria a Bruxelles presso l'ECAM, successivamente ha acquisito un master in gestione industriale alla KU Leuven e in gestione di tesoreria presso la Scuola di Management dell'Università di Anversa.

## Carriera

### Consulente gestionale[4]
Loncke ha iniziato la sua carriera come responsabile della logistica. Dal 1999 ad oggi ha accumulato esperienza in oltre dieci aziende in varie posizioni. Dal 2007 lavora come consulente di gestione, principalmente nel settore informatico. Le competenze acquisite nel mondo aziendale gli hanno anche permesso di ottimizzare la pianificazione delle sue spedizioni. È anche autodidatta in fotografia, SEO, marketing e comunicazione. Dal 2006 al 2013 ha svolto attività di volontariato presso la ONG Art in All of Us ed è stato eletto membro del consiglio di amministrazione nel 2010.

### Attività da avventuriero ed esploratore
Loncke ha iniziato a viaggiare da solo nel 2000. Nel 2002 è stato inviato a Singapore per lavoro, dove ha potuto acquisire esperienza nell’attività di immersioni subacquee. Tra il 2004 e il 2005 ha viaggiato in Oceania, dove è cominciata la sua passione per l’attività da escursionista ispirandosi al documentario Alone across Australia, acclamato in tutto il mondo. Tornato in Belgio, ha potuto incontrare l'autore e avventuriero Sylvain Tesson che lo ha incoraggiato a continuare. Nel 2006 Loncke è ripartito per l'Australia per iniziare le sue prime tre spedizioni.
La sua prima traversata in solitaria senza rifornimenti della Tasmanian Wilderness gli ha portato i primi sponsor e il riconoscimento degli esploratori australiani. Dopo un anno in Australia, è tornato in Belgio e ha iniziato a pianificare una serie di spedizioni in primati mondiali, la prima delle quali consiste nell'attraversare il deserto di Simpson sulla sua distanza più lunga.
Ha organizzato spedizioni di beneficenza che hanno coinvolto i media, tra cui la degustazione di cioccolato a più alta quota, sul monte Everest. Nel luglio 2010 ha attraversato a piedi l'Islanda tra le sue latitudini estreme, da nord a sud. Ha fatto la parodia di un video promozionale islandese che è diventato virale in Islanda. Ha annunciato di voler tornare in Islanda per tentare di compiere il viaggio durante l'inverno. Entrambe le sue spedizioni, quella di Simpson e quella in Islanda, hanno coinvolto un programma scientifico dell'MSH di Parigi denominato Stress e presa di decisioni in ambienti estremi.

## Spedizioni

### Primati mondiali
- 2006 - Attraversamento non assistito del Parco Nazionale West MacDonnell[9]
- 2006 - Traversata non assistita di Fraser Island[10][11]
- 2007 - Attraversamento non assistito della Tasmanian Wilderness[12][13]
- 2008 - Attraversamento non assistito del deserto di Simpson da nord a sud, passando per il centro.[14][15]
- 2010 - Traversata non assistita dell'Islanda in estate[16][17]
- 2011 - Spedizione BelgiKayak, tour in kayak dei corsi d'acqua belgi.[18][19]
- 2012 : Attraversamento della Polonia a forza umana dal Monte Rysy attraverso i Monti Tatra a piedi, poi in kayak sulla Vistola fino al Mar Baltico.[20][21][22] Ha parlato della spedizione al TEDxWarsaw 2013.[23]
- 2013 - Spedizione TitiKayak con Gadiel Sánchez Rivera. Tour completo in kayak del lago Titicaca. Creazione del primo inventario fotografico geo-taggato del lago: sono state prese le coordinate GPS della posizione del limite tra l'acqua e il terreno e sono state scattate fotografie dello sfondo. Hanno anche scattato foto subacquee sulla costa boliviana settentrionale per localizzare l'habitat vitale della rana gigante Telmatobius culeus.[24][25][26][27] Ha raccontato lo scopo della spedizione al TEDxFlanders.[28]
- 2015 - Traversata non assistita del Death Valley National Park da nord a sud[29]
- 2016 - Salar trek 2. Traversata non assistita del Salar de Coipasa e del Salar de Uyuni a piedi. Queste due saline si trovano nell'Altiplano boliviano e sono i resti del lago Tauca.[30][31][32]
- 2018 - Tasmania Winter Trek. Traversata da nord a sud della Tasmania durante l'inverno australe, senza rifornimenti di cibo o gas, senza utilizzare strade e dormendo solo in tenda.[2][3]
- 2020 - HRP2020. Attraversamento dei Pirenei dall'Oceano Atlantico al Mar Mediterraneo, senza rifornimenti, senza assistenza e dormendo solo in tenda; e scalata della vetta del Picco d'Aneto. Il suo percorso segue una variante della Haute Randonnée Pyrénéenne[33][34][35][36][37][38]
- 2021 - Percorre a piedi e con lo zaino l'intero sentiero del Kungsleden senza supporto, salendo sotto anche lo Skierfe e le cime Nord e Sud del Kebnekaise.[39][40][41][42][43][44]
- 2023 - GTA2023. Attraversare le Alpi francesi dal Mar Mediterraneo al Lago di Ginevra, senza rifornimenti, senza assistenza e dormendo solo in tenda. Ha seguito la Grande Traversée des Alpes (GTA) da Nizza a Thonon-les-Bains.[45][46][47][48]

### Spedizioni di beneficenza e culturali
- 2009 - Spedizione Chocolate Sherpa[49], 400 km a piedi da Kathmandu al Campo Base dell'Everest e ritorno a Lukla distribuendo cioccolato.

### Spedizioni scientifiche e di altro tipo
- 2013 - Spedizione Cordell all'isola di Clipperton. Spedizione scientifica e DX con nominativo TX5K.[50][51][52]
- 2013 - Spedizione sul fiume Marañón. Ha preso parte per la durata di 6 giorni a un progetto lungo un mese di rafting e kayak nella parte alta del fiume.
- 2013 - Spedizione del Salar trek. Ha tentato, senza riuscire, di attraversare a piedi il Salar de Coipasa e il Salar de Uyuni alcun rifornimento.[53][54]
- 2016 - Attraversamento parziale non supportato del deserto di Simpson da ovest a est, da Old Andado a Poeppel Corner e passando per il centro[55][56]

## Le sfide
- 2020 - L'Everest Bueren Challenge, salire e scendere le scale della Montagne de Bueren 135 volte con uno zaino di 15 kg.[57][58]
- 2021 - Confined in my Tent, vivere 1 settimana su una piattaforma di 5m² sospesa a 10m da terra.[59][60][61]
- 2022 - Record di velocità senza supporto sul sentiero escursionistico GR 70 Stevenson.[62][63]

## Film
Dal 2021 ha iniziato a produrre filmati sulle sue spedizioni e sfide. I film vengono pubblicati online o proiettati ai festival.
- 2021 - The Mad Belgian: Keep walking
- 2022 - The Mad Belgian: Confined in My Tent

## Premi e riconoscimenti

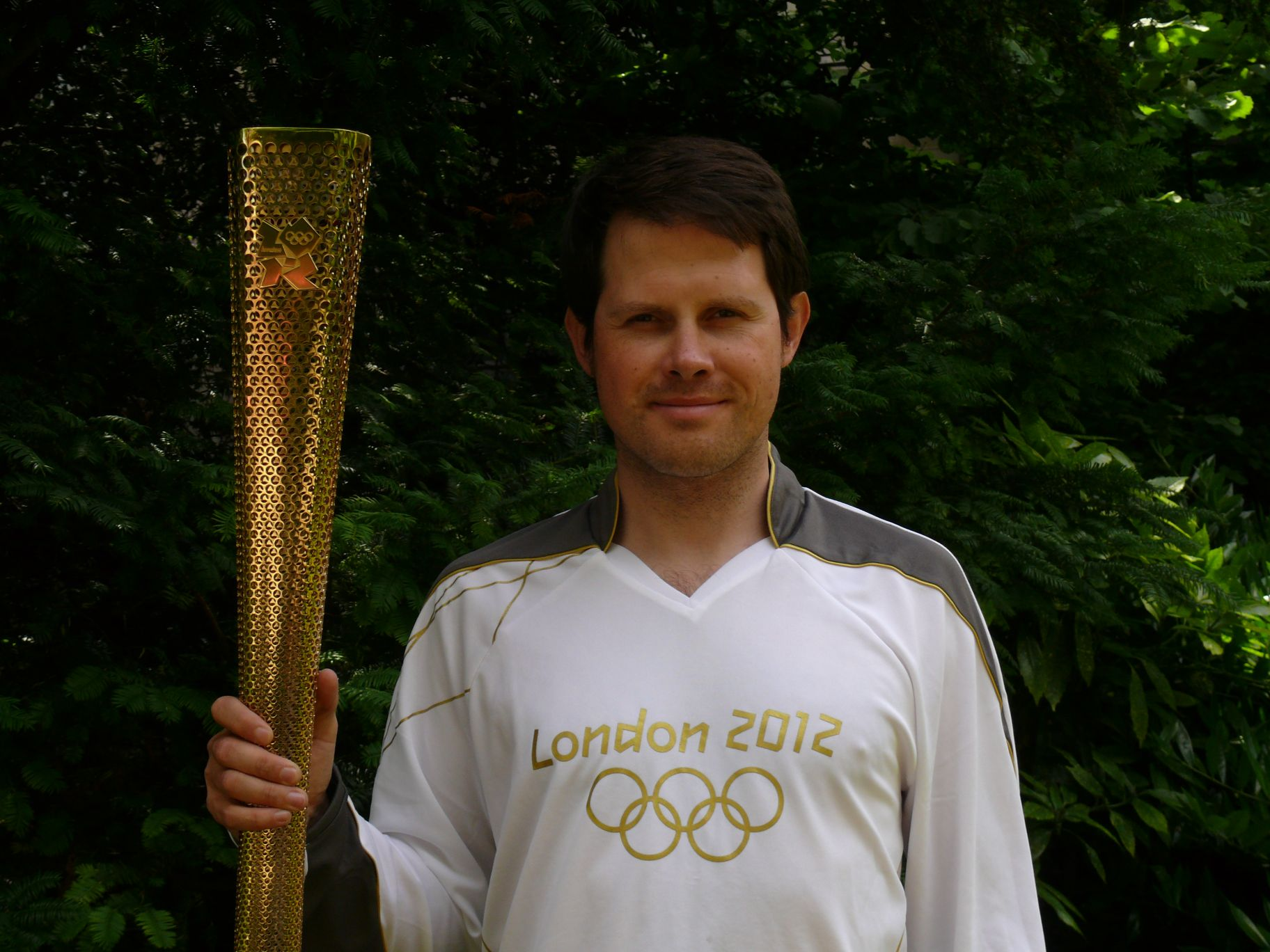
Louis-Philippe Loncke con in mano la torcia olimpica

- Nel 2009 è stato premiato come giovane talento dell'anno dai Baillis di Mouscron.[64]
- La rivista Outer Edge ha selezionato nel numero di febbraio-marzo 2011 la traversata del deserto Simpson di Loncke tra le 10 migliori spedizioni australiane ai confini della ragione.[65]
- Accettato come membro dell'Explorers Club nel 2010 ed eletto Fellow nel 2014.[66]
- Diventa Fellow della Royal Geographic Society nel 2011.
- Nel settembre 2011, il Jane Goodall Institute Belgium lo nomina ambasciatore di buona volontà per il programma Roots & Shoots.[67]
- Selezionato dal LOCOG per portare la Fiamma Olimpica attraverso Choppington il 15 giugno 2012.[68]
- Finalista del concorso Photoshoot Awards OCEAN 2013, categoria Pollution.[69]
- Il 7 maggio 2014, al Parlamento europeo di Bruxelles, Jane Goodall lo ha nominato Cavaliere dell'Istituto Jane Goodall per i giovani, gli animali e le piante nell'Ordine dell'Iguana.
- Alla fiera ISPO di Monaco viene premiato come Avventuriero europeo dell'anno 2016.[70][71][72]
- Viene intronizzato Bailli onorario di Mouscron nell'ottobre 2017[73]
- Classificato al n. 3 delle 10 migliori spedizioni del 2018 secondo ExplorersWeb[74]